# Château de Pirou
Le château de Pirou est un ancien château fort, fondé dans la seconde partie du XIIe siècle et profondément remanié au XVIIe siècle, dont les vestiges se dressent sur le territoire de la commune française de Pirou, en Cotentin, dans le département de la Manche en région Normandie. Il a été restauré entre 1968 et 1994 sous la direction de l'abbé Marcel Lelégard. L'édifice est partiellement inscrit au titre des monuments historiques.

## Localisation
Les vestiges du château de Pirou sont situés, à 2,2 kilomètres au sud de l'église paroissiale Saint-Martin, sur la commune de Pirou, dans le département français de la Manche. Le château primitif était situé aux abords de l'ancien littoral, sur une petite hauteur entre deux havres côtiers aujourd'hui asséchés. Demeure seigneuriale, le château surveillait ainsi la côte ouest de la Manche.

## Historique
Le château de Pirou est bâti en bois, puis en pierre avec son donjon, aujourd'hui disparu, à partir du XIIe siècle par les seigneurs de Pirou au centre d'un étang marécageux qui le protégeait, sur l'emplacement d'un retranchement viking.
Les premiers seigneurs connus ont pris le nom « de Pirou », famille citée dès 1066.
Le premier propriétaire du château construit au XIIe siècle est Guillaume de Pirou,.
En 1294, Jean de Pirou reçoit du roi de France de nouvelles terres. Sa fille unique Luce de Pirou, porte le fief, à la mort de son père, dans la famille de La Haye (du Puits), lignage plus important, à la suite de son mariage, en 1319, avec Robert de La Haye, seigneur de Néhou.
Durant la guerre de Cent Ans, en 1370, la place est prise par les Anglo-Navarrais. En 1395, Philippe de La Haye rend aveu de son fief au roi de France. Sa fille unique, Jacqueline épouse en 1404 de Jacques du Merle, n'ayant pas eu d'enfants, le château échoit à l'une de ses cousines, Catherine de La Luzerne, née de la Haye, épouse de Jean du Bois. En 1418, leur fils, Thomas du Bois, seigneur de l'Épiney, refuse de rendre hommage aux Anglais ; la seigneurie est confisquée et est concédée à Robert de Fresville, époux d'une de La Haye. Ce type de concession à des non-Anglais était pour le pouvoir des conquérants un moyen de s'agréger une partie de la noblesse normande restée sur place. Le château restera possession anglaise trente huit ans. Michel Hébert cite comme seigneur de Pirou, pendant la période d'occupation, un chevalier anglais, capitaine du château de Caen, Jehan de Fastolf, dont Shakespeare a évoqué sa vie dans sa pièce de théâtre Henri V. Sa présence à Pirou n'a jamais été prouvée, bien qu'un mandement de la Chambre des comptes de Rouen dit qu'un délai d'un an lui avait été accordé par Henri VI d'Angleterre pour rendre foi, hommage, aveu et dénombrements des terres et seigneuries de Condé-sur-Noireau, Pirou et autres en Normandie.
La famille du Bois recouvra son bien en 1450, après la bataille de Formigny et le conserva jusqu'en 1650, date à laquelle le plein fief de haubert, et néanmoins marquisat, fut divisé par moitié entre les deux héritières, comme le prévoit la coutume de Normandie. L'aînée Claude, épousa en 1640 Gabriel de Vassy, seigneur de Brécey, la cadette Marie épousa Philippe de Bouillé, comte de Créances. À noter que la marquise de Pirou accueillit au château son cousin, Georges de Scudéry, exilé pour avoir pris part à la Fronde.
Le marquisat, après un procès au Parlement de Normandie (1677-1679) revint finalement aux de Vassy qui remanièrent profondément le château et le conservèrent jusqu'à la Révolution française. En 1789, le comte Alexandre de Vassy était seigneur de Pirou et d'Anneville. Il fut acquis à cette époque par Charles-Louis Huguet de Sémonville (1759-1839), ce qui fait de lui le dernier seigneur de Pirou. Huguet de Sémonville a joué un rôle politique à l'époque de Louis XVI, pendant l'Empire et la Restauration. Il résidait habituellement à Bouray-sur-Juine, dans son château de Frémigny, Pirou n'étant plus qu'une ferme.
En 1833, le château-ferme est vendu par Huguet de Sémonville à une famille de la bourgeoisie coutançaise, les Quesnel de La Morinière, qui possédaient également les châteaux de la Mare (commune de Coutances) et de Gratot, aujourd'hui ruinés. Les Quesnel le transmettent à la famille Michel d'Annoville. Cette dernière le vend à la famille Sohier.
Devenue ferme à la fin du XVIIIe siècle, la bâtisse se dégradera, jusqu’à son rachat en 1966 par l'abbé Marcel Lelégard (1925-1994), qui entreprend sa restauration puis la lègue à la fondation « Abbaye de La Lucerne » qu'il avait créée en 1981, qui poursuivra le travail de restauration.

### Légende des oies de Pirou
Le château de Pirou est le lieu d’une célèbre légende normande, sans doute la plus ancienne du Cotentin[réf. nécessaire]. Assiégés par les Normands, le seigneur de Pirou et sa famille demandèrent de l'aide à l'enchanteur du village. Il les métamorphosa en oies, à l’aide d’un grimoire, pour échapper aux assaillants. Mais quand, un an plus tard, les oies revinrent au château pour lire à l’envers la formule magique et reprendre forme humaine, le grimoire avait brûlé avec le château, incendié par les Normands. L’histoire expliquerait ainsi la migration annuelle des oies sauvages en mars dans le Cotentin.
En 2006, les associations Magène et Hagdik ont créé une comédie musicale à partir de cette légende. Le site du château de Pirou étant trop réduit pour accueillir une comédie musicale, celle-ci a été présentée au château de Flamanville.

## Description
Le château fondé lors de la conquête normande, au XIe siècle, rebâti au XIIe siècle, restauré à la fin du Moyen Âge, fut complété par deux logis classique élevés dans sa cour vers 1610 et 1708.
Le château de Pirou est construit, à la fin du XIIe siècle, en forme de shell-keep, au milieu d'un étang artificiel, sur une plate-forme sur un site occupé par les vikings. Son plan concentrique avec un parapet est surmonté de tourelles polygonales posées sur des encorbellements d'angle, qui préfigurent les mâchicoulis qui se répandront au XIIIe siècle. On y accédait après avoir franchi une série de trois douves protégées par des portes défensives dont trois subsistent sur les cinq originelles. La première porte était précédée d'une première douve que l'on franchissait grâce à un pont-levis. La seconde, sorte de châtelet carré qui a perdu son étage était précédée de la deuxième douve, que l'on franchissait également grâce à un pont-levis. La troisième s'ouvrait dans un ouvrage à usage de corps de garde aujourd'hui disparu. Après avoir franchi cette porte, il fallait tourner sur sa gauche à angle droit avant d'atteindre la quatrième porte, exposant ainsi le flanc droit des assaillants. Cette quatrième porte, plus exactement un mur de séparation est percé d'une double porte, charretière et piétonne, et surmonté d'un chemin de ronde crénelé. Enfin une cinquième porte, également un mur de séparation, disparu, barrait l'accès à la basse-cour située devant le château proprement dit. La douve principale se franchissait par un pont-levis à bascule et à flèches, dont il subsiste les profondes saignées pratiquées sur la façade de la porte pour recevoir les flèches. Ce dernier a été remplacé au XVIIe siècle par un pont dormant en pierres, dont les deux arches surbaissées enjambent la dernière douve. Une tour carrée du XVe siècle commandait le pont-levis que l'on franchissait avant de pénétrer dans la cour intérieure.
Le château se présente sous la forme d'une grande enceinte polygonale flanquée à l'origine de six tourelles, dont celle dite de « la guette », que cernent de larges douves en eaux. L'ancienne demeure seigneuriale adopte la forme d'un shell-keep, c'est-à-dire une demeure donjon entourant une petite cour fermée, et dont les habitations sont adossées sur le mur de ce donjon. Une fois à l'intérieur, outre la tour carrée du XVe, on découvre deux logis plus récents en équerre adossés à la muraille. Adossé au vieux rempart et ayant remplacé une construction plus ancienne, celui de l'est, avec ses portes cintrées et restauré avec notamment sa petite lucarne sculptée de style Henri IV, et au sud le « logis neuf », de style classique, bâti en 1708, par la famille de Vassy, avec ses grandes fenêtres Louis XIV. le donjon, rasé de nos jours, se situait au nord-ouest.
La construction d'origine, qu'on situe au XIIe siècle, notamment en raison du plan de ce château fort, a essentiellement été bâtie au XIIIe siècle et aux XVe et XVIIe siècles. Au XIIIe siècle appartiennent notamment les murs épais de la partie orientale, qui se présente comme une haute chemise crénelée, percée d'archères, et qui en certains endroits atteint trois mètres d'épaisseur, et la poterne d'entrée du shell-keep. La face externe de cette chemise s’appuie sur des contreforts que surmontent des tourelles polygonales dont les angles en encorbellement repose sur une sorte de mâchicoulis sur arc. Au nord-est, l'avancée quadrangulaire présente sur la courtine est probablement une amélioration des XIVe ou XVe siècle. Son parapet au lieu d'être crénelé, est percé de hautes archères.
Le château a dû subir les dommages de la guerre de Cent Ans : quelques éléments sont du XVe siècle. Le logis n'a pas conservé son intégrité médiévale ; il a été en partie démoli avant la Révolution française et on y a ajouté par la suite une maison de maître dans la partie sud de l'enceinte.
La principale reconstruction est due à la famille du Bois de Pirou, qui, vers le début du XVIIe siècle,, entreprend un important remaniement de l'habitation, notamment par la reconstruction de la façade intérieure.
L'ensemble, presque ruiné, couvert de mauvaise ardoise ou de chaume et de tôle sur les communs, est totalement restauré au XXe siècle sous la direction de l'abbé Lelégard, qui dote la demeure d'une « tapisserie de Pirou ».
La « basse-cour » abrite une série de bâtiments : chapelle seigneuriale Saint-Laurent, reconstruite au XVIIe siècle qui abrite des statues des XVe et XVIe siècles, salle des plaids, pressoir, charreterie, boulangerie.

## Protection
Les façades et toitures et les abords du château sont inscrits au titre des monuments historiques par arrêté du 4 juillet 1968.

## Visite
Le château est ouvert à la visite tous les jours, sauf le mardi, à partir des beaux jours et jusqu'au 30 septembre. À découvrir : la boulangerie, le pressoir, la chapelle, la salle des Plaids avec de l'Ascension au 30 septembre, l'exposition de la tapisserie la « Telle du Conquest », le vieux logis et le chemin de ronde avec ses toitures en schiste, les mâchicoulis d'angle, le parapet percé d'archères, les flanquements et ses tourelles polygonales.
La « Tapisserie de Pirou »
Cette broderie en laine sur toile de lin, à l'imitation de celle de Bayeux, est une réalisation du dernier quart du XXe siècle, relatant la conquête de l'Italie du Sud et de la Sicile par les Normands du Cotentin. Elle est l’œuvre de la manchoise Thérèse Ozenne, qui y consacra 16 ans, à raison de 3 heures par jour, d'après des esquisses de l'abbé Lelégard. La « tapisserie », inachevée, mesure 58 mètres.

Vue panoramique Est, avec le donjon, la chapelle et la salle des Plaids.
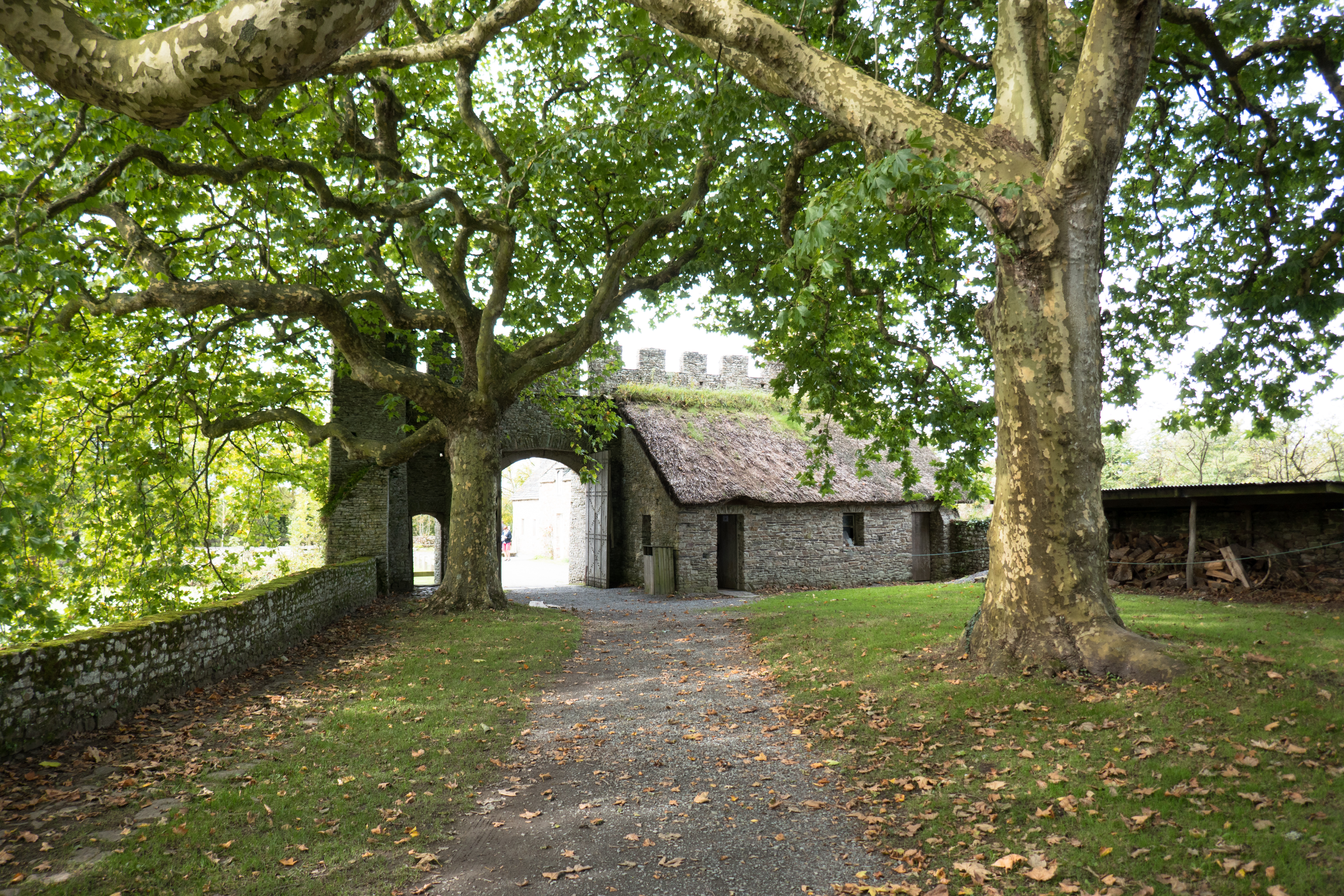
Porte défensive d'apparat XVIIe – XXe siècle.
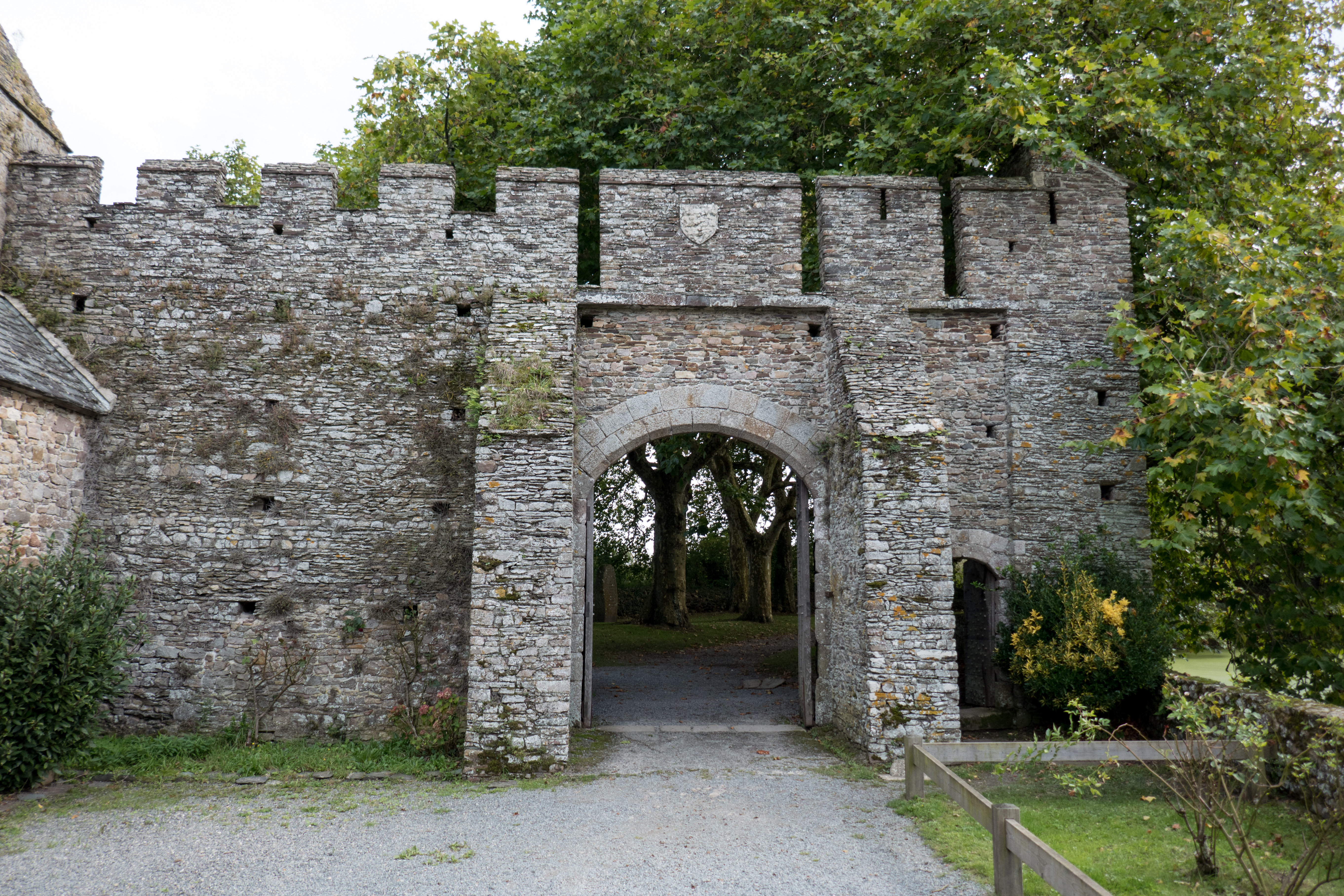
Porte défensive extérieure (la quatrième).
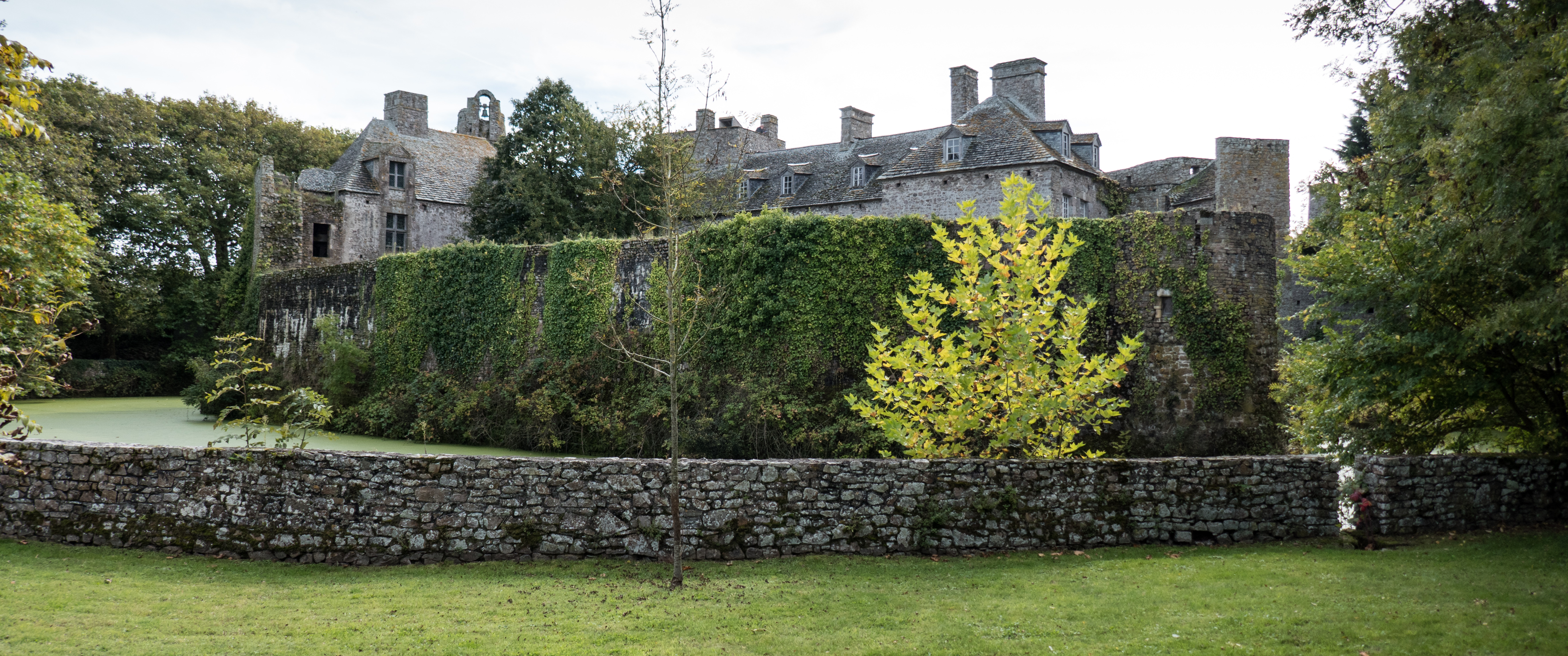
Vue générale.
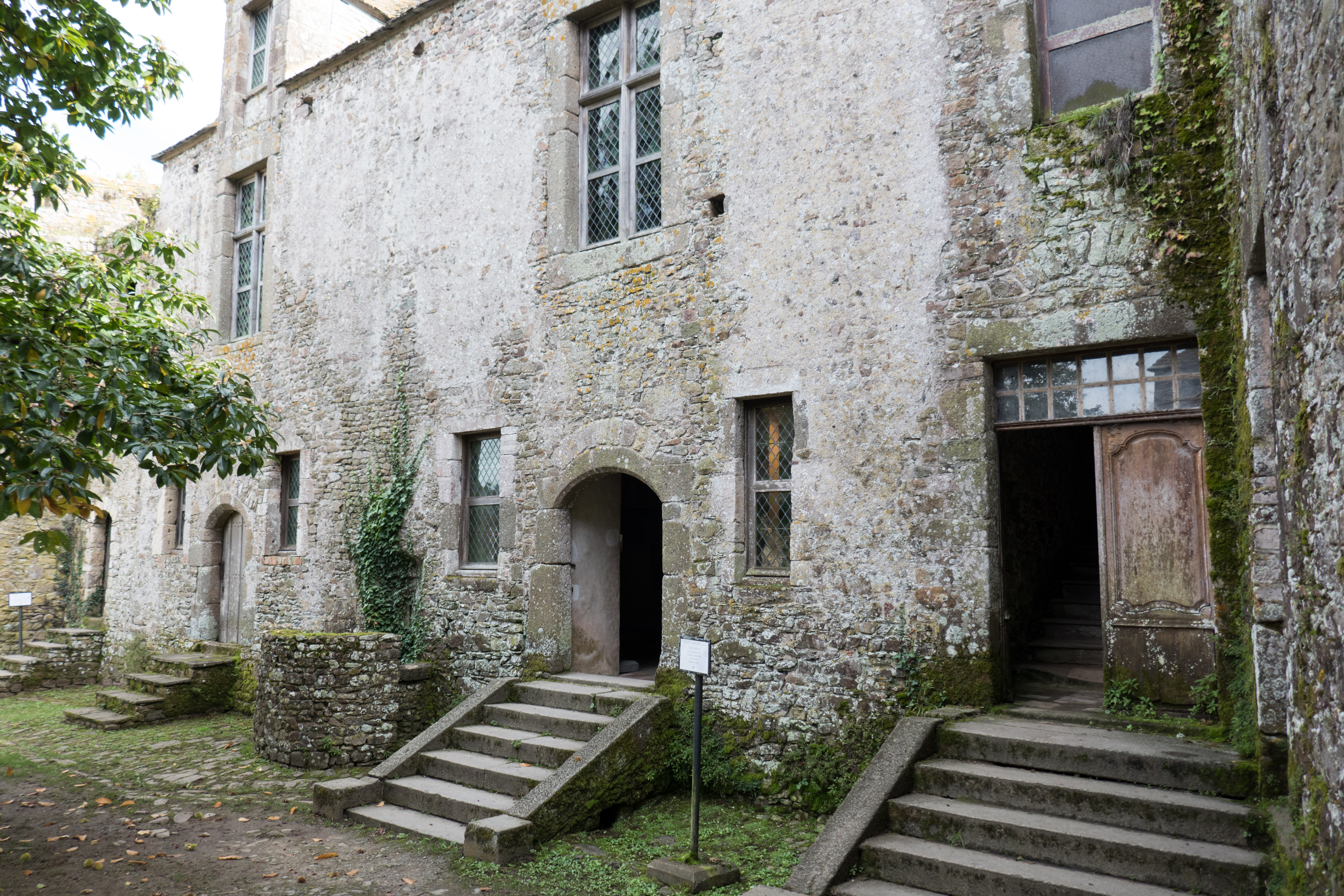
Le vieux logis.
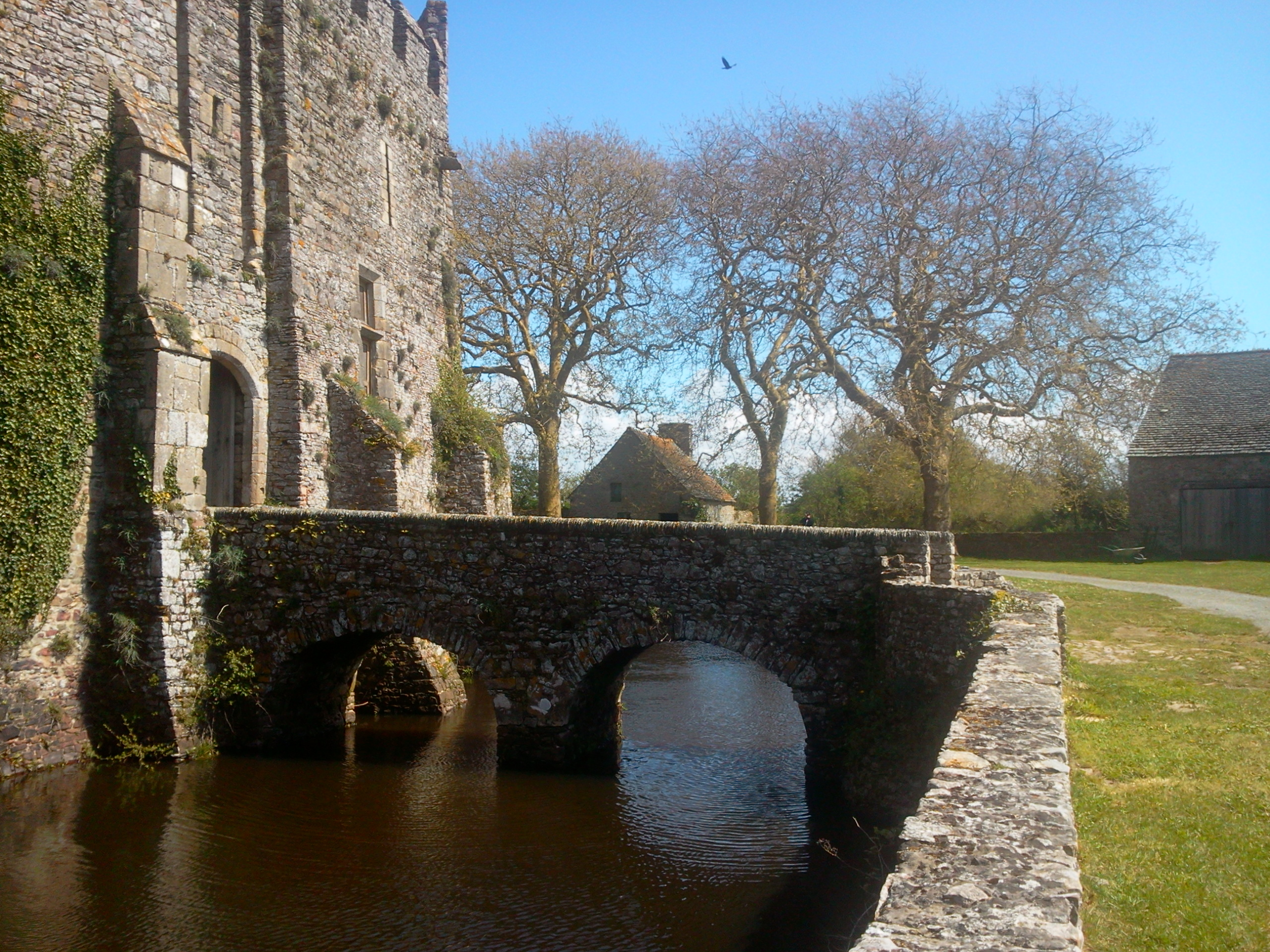
Les douves et le pont XVIIe siècle.
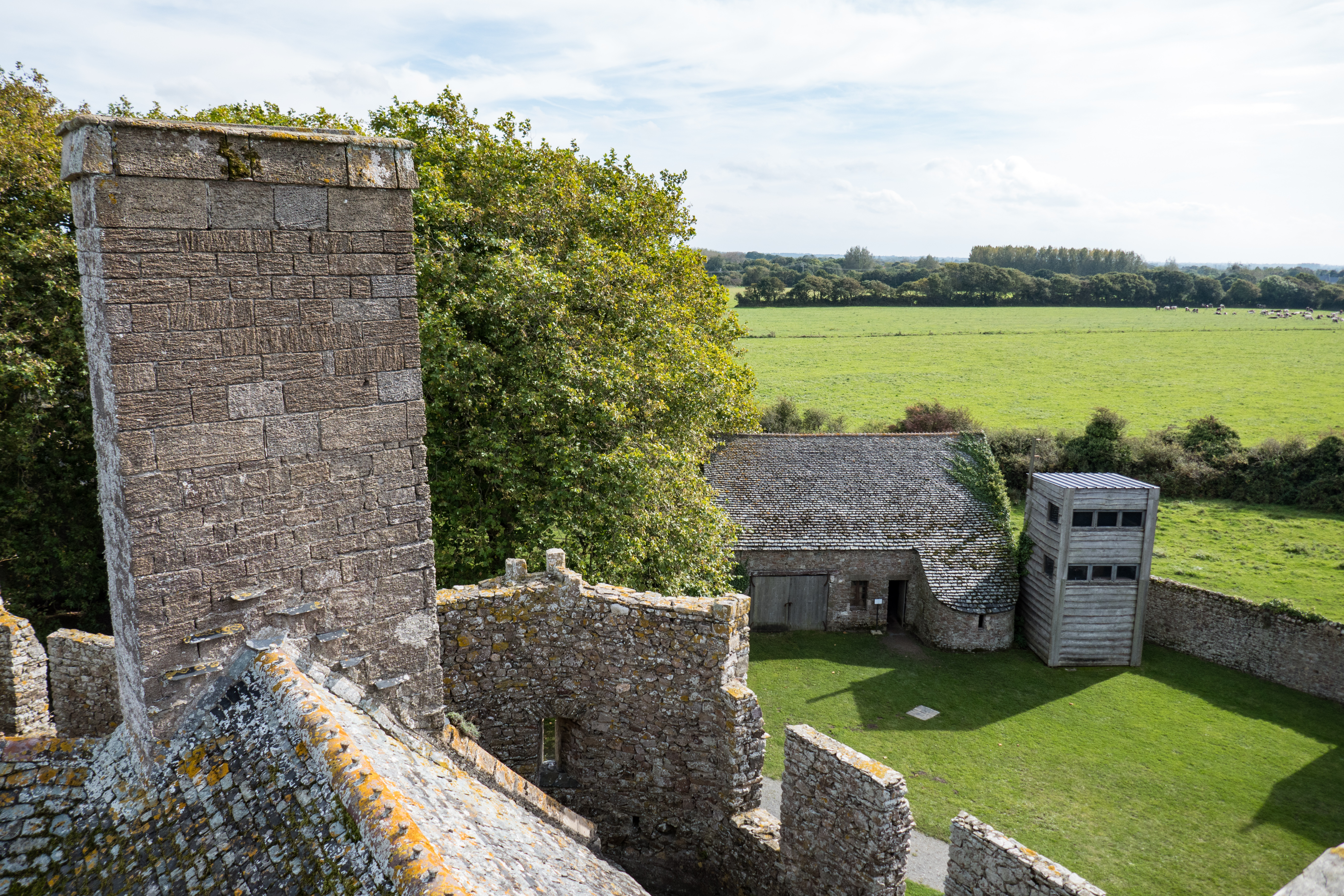
Vue depuis les remparts.
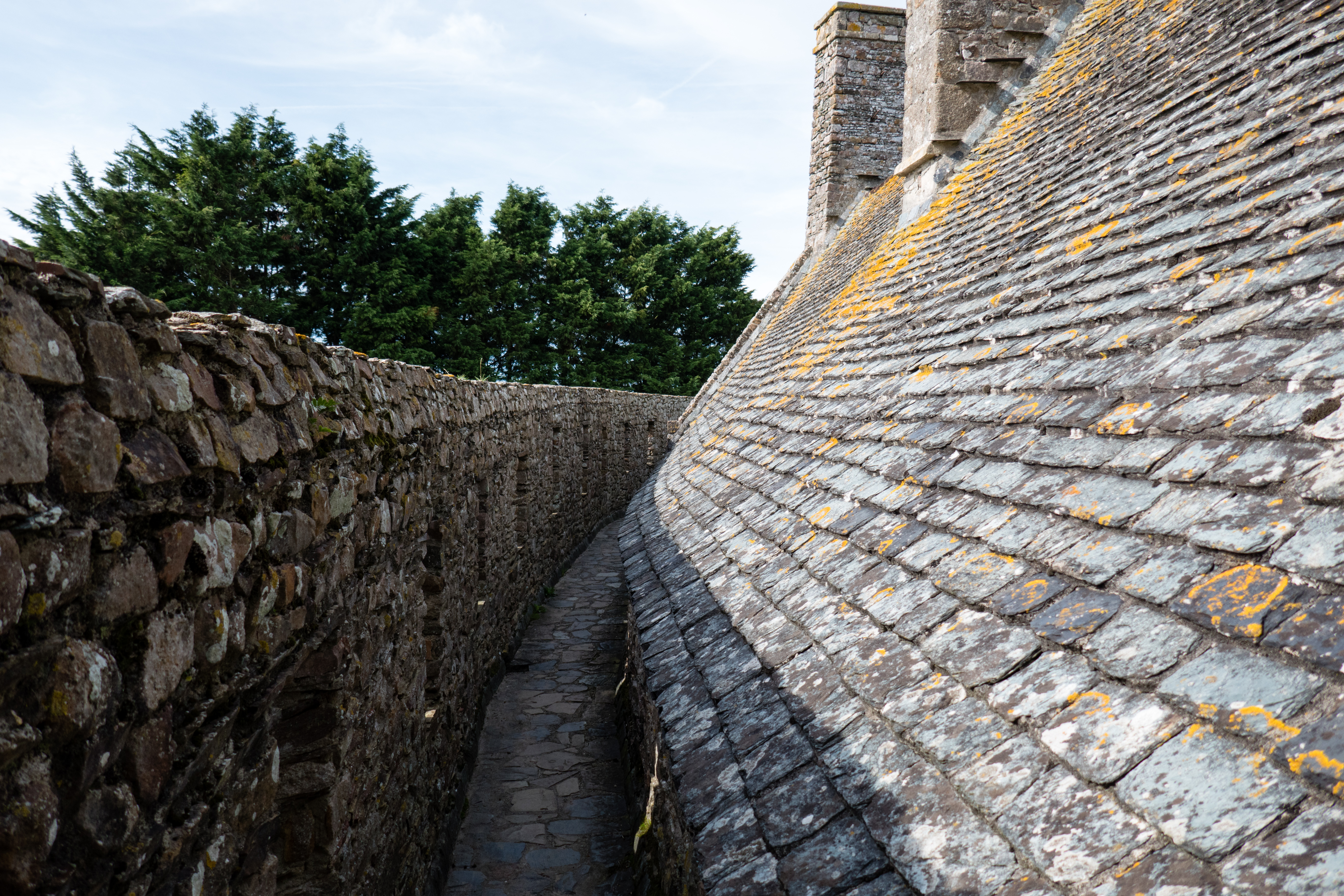
Une autre vue depuis les remparts.